# Phil Collins
Phil Collins (Cheswick, Londres, 30 de gener de 1951) és un bateria, cantant de rock i pop, compositor, productor musical i actor anglès. Va ser bateria i posteriorment cantant del grup Genesis, després de la sortida de Peter Gabriel i ha tingut una exitosa carrera en solitari, aconseguint tres senzills número u del Regne Unit i set dels EUA com a artista solista. En total, el seu treball amb Genesis, altres artistes i en solitari va donar lloc a més singles entre els 40 millors dels Estats Units que qualsevol altre artista durant la dècada de 1980. Entre les seves cançons més famoses hi ha In The Air Tonight, You Can't Hurry Love, Sussudio, One More Night, Another Day In Paradise, Do You Remember?, Both Sides Of The Story, Dance Into The Light i Can't Stop Loving You.
L'any 1995 va abandonar el grup Genesis, grup del qual era bateria des de feia 25 anys i cantant des de 20, per centrar-se exclusivament en els seus projectes en solitari, que va incloure escriure cançons per a la pel·lícula d'animació Tarzan (1999) de Disney, que li van valer un Oscar a la millor cançó original per "You'll Be in My Heart". Es va unir amb els seus antics companys Tony Banks i Mike Rutherford de Genesis per a la seva gira Turn It On Again el 2007. Després d'un retir de cinc anys per centrar-se en la seva vida familiar, Collins va publicar les seves memòries el 2016 i va completar la seva gira Not Dead Yet el 2019. Després es va unir a Genesis el 2020 per a una segona gira de reunió The Last Domino?, que finalitza el març de 2022 i en la que va anunciar el seu adeu dels escenaris.
La discografia de Phil Collins inclou vuit àlbums d'estudi que han venut 33,5 milions d'unitats certificades als EUA i uns 150 milions de discs venuts a tot el món, el que el converteix en un dels artistes amb més vendes del món. És un dels tres artistes discogràfics, juntament amb Paul McCartney i Michael Jackson, que han venut més de 100 milions de discos tant com a solistes com per separat com a membres principals d'una banda. Ha guanyat vuit Premis Grammy, sis Premis Brit (guanyant el de millor artista masculí britànic tres vegades), dos Premis Globus d'Or, un Oscar i un Disney Legend. Va ser guardonat amb sis Premis Ivor Novello de la British Academy of Songwriters, Composers and Authors, incloent-hi el Premi International a l'èxit. Va rebre una estrella al Passeig de la Fama de Hollywood l'any 1999, i va ser inclòs al Saló de la Fama dels Compositors el 2003 i al Saló de la Fama del Rock and Roll com a membre de Genesis el 2010. També ha estat reconegut per publicacions musicals amb la inducció al Saló de la Fama de les revistes Modern Drummer i Classic Drummer, el 2012 i 2013 respectivament. Fou nomenat tinent de l'Orde Reial de Victòria.

## Infantesa
Philip David Charles Collins va néixer el 30 de gener de 1951 al Putney Hospital al districte de Wandsworth, al sud-oest de Londres. El seu pare, Greville Philip Austin Collins (1907-1972), era agent d'assegurances de London Assurance i la seva mare, Winifred June Collins (de soltera Strange, 1913-2011), va treballar en una botiga de joguines i més tard com a agent de reserves a la Barbara Speake Stage School, una escola independent d'arts escèniques a East Acton. Collins és el més petit de tres fills: la seva germana Carole va competir com a patinadora professional sobre gel i va seguir els passos de la seva mare com a agent teatral, i el seu germà Clive (1942-2002) era un dibuixant conegut. La família es va traslladar dues vegades abans que Collins hagués arribat als dos anys; es van establir al 453 de Hanworth Road a Hounslow, Middlesex.
A Collins se li va regalar una bateria de joguina per Nadal quan tenia cinc anys, i més tard els seus dos oncles li van fer un conjunt improvisat amb triangles i panderetes que cabien dins d'una maleta. A mesura que Collins creixia, aquests van ser seguits per conjunts més complets comprats pels seus pares. Va practicar tocant música de la televisió i la ràdio.
Durant unes vacances familiars a un Butlin's, un Collins de set anys va participar en un concurs de talents cantant "The Ballad of Davy Crockett", però va aturar l'orquestra a mig camí per dir-los que estaven en la tonalitat equivocada. The Beatles van ser una gran influència primerenca en Collins, inclòs el seu bateria Ringo Starr. Va seguir a la formació londinenca menys coneguda the Action, el bateria de la qual copiaria i el treball de la qual el va introduir en la música soul de Motown i Stax Records. Collins també va ser influit pel bateria de jazz i big band Buddy Rich,l'opinió del qual sobre la importància del hi-hat el va impulsar a deixar d'utilitzar dos bombos i començar a utilitzar-lo.
Al voltant dels dotze anys, Collins va rebre classes bàsiques de piano i música de la tia del seu pare. Va estudiar rudiment de bateria amb Lloyd Ryan i més tard amb Frank King, i va considerar aquesta formació «més útil que qualsevol altra cosa perquè s'utilitzen tot el temps. En qualsevol mena de bateria de funk o jazz, els rudiments sempre hi són.» Collins mai va aprendre a llegir o escriure notació musical i va idear el seu propi sistema, cosa que va lamentar més tard. «Sempre he sentit que si pogués taral·lejar, podria tocar-lo. Per a mi, això era prou bo, però aquesta actitud és dolenta».
Collins va assistir a la Nelson Primary School fins als onze anys. Va ser acceptat a la Chiswick County Grammar School, on es va dedicar al futbol i va formar la Real Thing, una banda de l'escola que tenia com a cantants de suport Andrea Bertorelli, la seva futura dona, i la seva amiga Lavinia Lang. Ambdues dones tindrien un impacte en la vida personal de Collins en anys posteriors. El següent grup de Collins va ser The Freehold, amb qui va escriure la seva primera cançó, "Lying, Crying, Dying", i va tocar en un grup anomenat Charge. Va ser amic d'infància de Jack Wild, que esdevindria famós per interpretar a Dodger a la pel·lícula Oliver! (1968); la parella va assistir a la mateixa escola escènica després que la mare de Collins, June, va veure a Wild mentre tots dos jugaven a futbol al parc.

## Carrera

### 1963-1970: primers papers d'actor i bandes

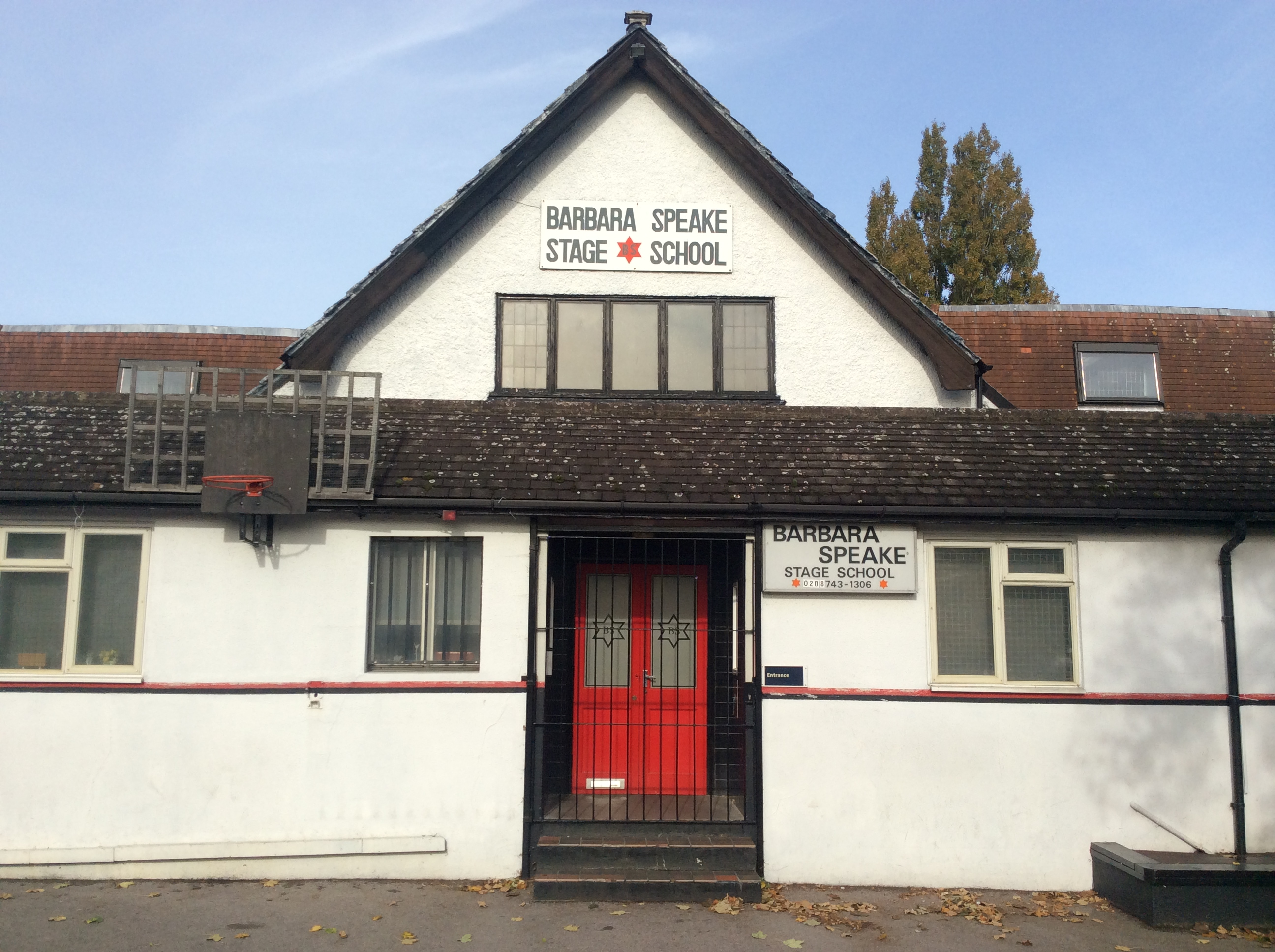
Collins va assistir a l'escola escènica Barbara Speake a East Acton, a l'oest de Londres

Collins va deixar l'escola a catorze anys per convertir-se en alumne a temps complet a Barbara Speake. Va tenir un paper no acreditat com a extra a la pel·lícula dels Beatles A Hard Day's Night (1964), on es troba entre els adolescents que criden durant la seqüència del concert de televisió. Més tard, l'any 1964, Collins va ser elegit com a Artful Dodger en dues execucions del teatre del West End del musical Oliver!
Later in 1964, Collins was cast as the Artful Dodger in two West End runs of the musical Oliver! Li pagaven 15 lliures a la setmana i va qualificar el paper com "el millor paper per a un nen a tot Londres". Els seus dies com a Dodger estaven comptats quan la seva veu es va trencar durant una actuació i havent de pronunciar les seves línies durant la resta de l'espectacle. Collins va protagonitzar Calamity the Cow (1967), una pel·lícula produïda per la fundació Children's Film. Després d'una baralla amb el director, Collins va decidir deixar d'actuar per dedicar-se a la música. Havia d'aparèixer a Chitty Chitty Bang Bang (1968) com un dels nens que assaltaven el castell, però la seva escena es va tallar. Collins va fer una audició per al paper de Romeo a Romeo and Juliet (1968), però el paper va ser per a Leonard Whiting. També va viatjar pel Regne Unit ensenyant a la gent el ball "crunch" popularitzat per una campanya publicitària.
L'entusiasme de Collins per la música va créixer durant els seus anys d'actuació. Va freqüentar el Marquee Club al carrer Wardour amb tanta freqüència, que finalment els gerents li van demanar que col·loqués les cadires, escombrés els pisos i els ajudés en el vestidor. Va ser aquí on Collins va veure actuar The Action i els nouvinguts Yes, la qual cosa el va influir molt. Quan les audicions per a Vinegar Joe i Manfred Mann Chapter Three no van tenir èxit, Collins va aconseguir una posició a la Cliff Charles Blues Band i va fer una gira pel país. Això va ser seguit per una etapa a The Gladiators, una banda de suport per a un quartet de veus negres, que també comptava amb el company d'escola de Collins Ronnie Caryl a la guitarra. En aquesta època, Collins va saber que Yes buscava un nou bateria i va parlar amb el líder Jon Anderson, que el va convidar a una audició la setmana següent. Collins no va aparèixer i més tard es va preguntar com hauria estat la seva vida si hagués tirat endavant.
El 1969, Collins i Caryl es van unir a la formació de suport de John Walker per a una gira europea, que també estava formada pel guitarrista Gordon Smith i el teclista Brian Chatton. La gira va acabar i el quartet va formar una banda de rock, Hickory, que va gravar un senzill ("Green Light"/"The Key"). Encara el 1969, més tard van ser rebatejats com a Flaming Youth. Van signar amb Fontana Records i van gravar Ark 2 (1969), un àlbum conceptual escrit i produït per Ken Howard i Alan Blaikley que explica la història de l'evacuació de l'home d'una Terra en flames i el seu viatge a l'espai. Cada membre canta una veu principal.
El maig de 1970, després de la separació de Flaming Youth, Collins va cantar congues a la cançó de George Harrison "Art of Dying", però la seva contribució es va ometre. Anys més tard, Collins va preguntar a Harrison sobre l'omissió. Harrison va enviar a Collins una gravació que suposadament contenia l'actuació de Collins; Collins es va avergonyir de saber que l'actuació era dolenta. Quan Collins es va disculpar, Harrison va confessar que la gravació era una broma, que Collins va acceptar de bon humor.

### Anys 1970, Genesis i el rock progressiu
El juliol de 1970 el grup de rock Genesis havia signat amb Charisma Records i havia gravat el seu segon àlbum Trespass (1970), però va patir un revés arran de les sortides del bateria John Mayhew i del guitarrista Anthony Phillips. Van decidir continuar i van col·locar un anunci al Melody Maker per a «un bateria sensible a la música acústica, i un guitarrista d'acústica de dotze cordes». L'audició va tenir lloc a la casa dels pares de Peter Gabriel i va consistir a tocar algunes pistes del segon àlbum del grup, Trespass (1970). Com Collins va arribar d'hora, va poder memoritzar les peces escoltant els altres. Un any més tard el grup trauria al mercat el seu tercer àlbum, Nursery Cryme, on Phil Collins s'encarregaria de la bateria, la percussió i els cors (veu principal a «For Absent Friends»), i ho continuaria fent en els cinc anys següents, a través de LP clàssics del grup com Foxtrot (1972), o Selling England by the Pound (1973).
El 1974, durant l'enregistrament de The Lamb Lies Down on Broadway, Collins va tocar la bateria al segon àlbum de Brian Eno, Taking Tiger Mountain (By Strategy) després que Eno hagués contribuït amb efectes electrònics a dues cançons de l'àlbum.
A 1975, després de la gira final de l'àlbum The Lamb Lies Down on Broadway, Gabriel va abandonar el grup per realitzar els seus projectes en solitari. Collins es va convertir en la veu principal després d'una llarga però finalment infructuosa recerca per al reemplaçament de Gabriel (on Collins s'ocupava de la segona veu, juntament amb cadascun dels més de 400 aspirants que van acudir a l'audició). El primer àlbum d'aquesta nova etapa va ser A Trick of the Tail' (1976), que va aconseguir el tercer lloc a les llistes de Regne Unit i el Top 40 als Estats Units. La revista Rolling Stone, va confirmar: «Genesis ha aconseguit convertir la possible catàstrofe de la partida de Gabriel en el seu primer èxit estatunidenc». Per a la gira, Collins va acceptar l'antic bateria de Yes i King Crimson Bill Bruford per tocar la bateria mentre Collins cantava. Wind & Wuthering va ser l'últim àlbum de Genesis gravat amb Hackett abans que abandonés el grup. El 1976, Collins va incorporar el bateria nord-americà Chester Thompson, abans de Frank Zappa i Weather Report, que es va convertir en un pilar de les bandes de suport de Genesis i Collins fins al 2010. El grup va decidir seguir com un trio el 1977, amb Mike Rutherford tocant la guitarra i el baix a l'estudi, i Tony Banks als teclats, encara que la formació regular incloïa el bateria Chester Thompson i al guitarrista nord-americà Daryl Stuermer per a les Com a trio van gravar And Then There Were Three… Això va marcar un canvi de les seves arrels de rock progressiu a un so pop-rock més amigable per a la ràdio, i va incloure el primer single del grup Top 10 del Regne Unit i del Top 40 dels EUA, "Follow You Follow Me". El nivell d'èxit comercial que havia assolit Genesis en aquell moment va permetre a Collins i la seva dona traslladar-se a Old Croft, una casa a Shalford, Surrey, a la primavera de 1978.
Collins va fer ser convidat a altres discs i projectes en solitari en la seva època com a bateria de Genesis. El 1973, ell i Hackett estaven entre els músics que van actuar en el debut en solitari del guitarrista Peter Banks, després de deixar la formació Yes. El 1975, Collins va cantar i va tocar la bateria, el vibràfon i la percussió al primer àlbum en solitari de Hackett, Voyage of the Acolyte; va interpretar als àlbums d'Eno Another Green World, Before and After Science i Music for Films; i va substituir el bateria Phil Spinelli del grup de jazz fusió Brand X abans de gravar els seus dos primers àlbums, Unorthodox Behaviour i Moroccan Roll. Collins va tocar la bateria a Johnny the Fox de Thin Lizzy, i va cantar a l'àlbum de debut en solitari d'Anthony Phillips, The Geese & the Ghost.

### 1978-1984: debut en solitari ambFace ValueiHello, I Must Be Going!
Després que Genesis acabés de girar el desembre de 1978, el grup va fer una pausa després que Collins anés a Vancouver, Canadà per intentar salvar el seu matrimoni fallit. L'intent va fracassar i va deixar la seva dona per tornar a Anglaterra amb els seus fills mentre vivien separats. Collins va tornar a Old Croft, casa seva a Shalford, Surrey, i el seu divorci es va concretar el 1981. Banks i Rutherford estaven gravant els seus primers àlbums en solitari durant aquest temps, així que Collins es va unir a Brand X per al seu àlbum Product i a la seva gira d'acompanyament, va tocar a l'àlbum de John Martyn Grace and Danger, i va començar a escriure demos a casa seva. Això va ser seguit per Genesis que va reprendre l'activitat i va enregistrar i fer gires fins al 1980 amb el seu àlbum Duke (1980). Els tres membres van aportar dos temes cadascun; Collins va proposar "Please Don't Ask" i "Misunderstanding".

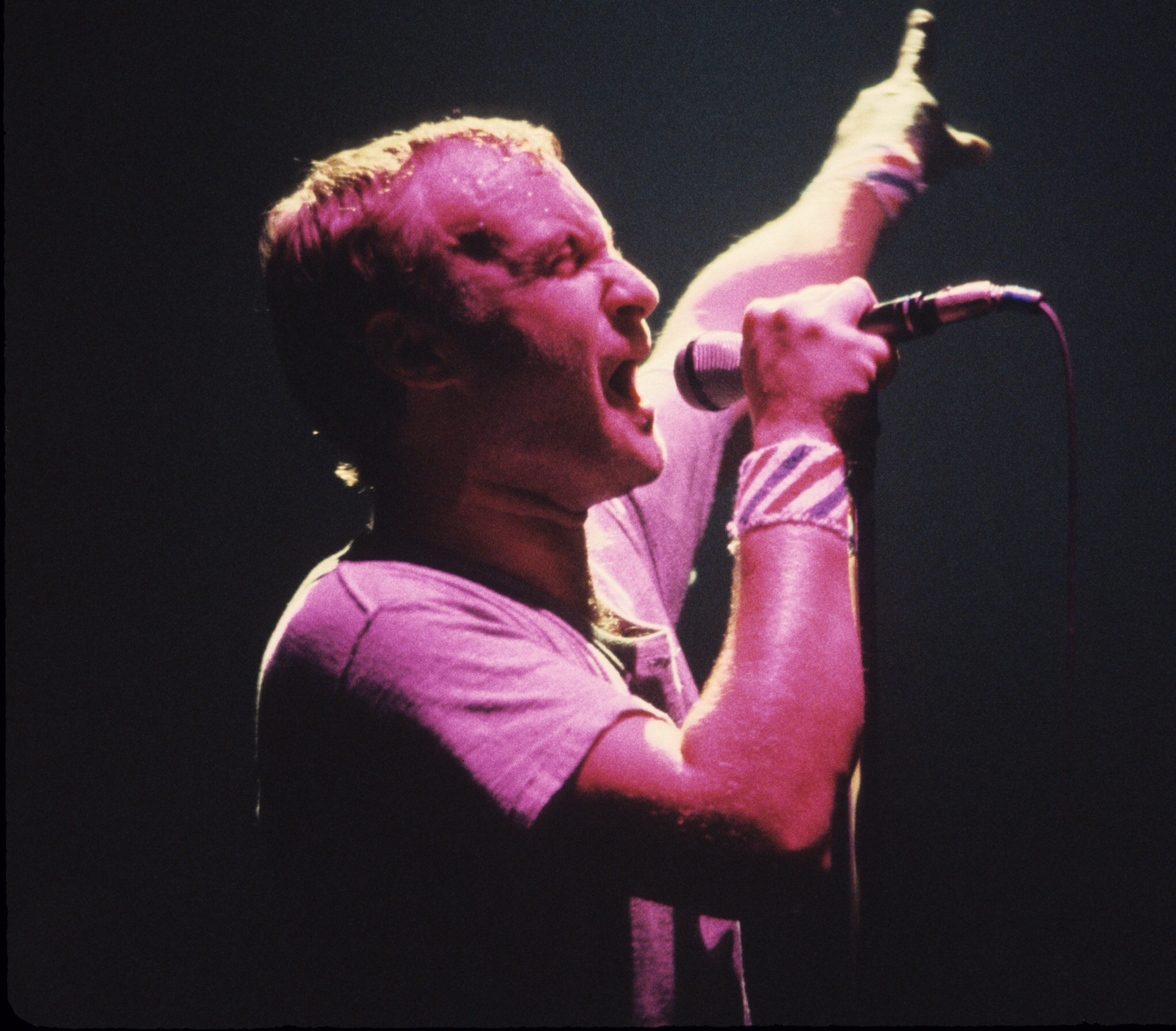
Collins tocant el 1981.

El febrer de 1981, Collins va llançar el seu àlbum de debut en solitari Face Value. Va signar amb Virgin Records i WEA per a la distribució nord-americana per tal de distanciar-se del segell Charisma, i va supervisar cada pas de la seva producció; va escriure les notes de la funda ell mateix i a mà.
El seu divorci va ser el focus dels seus temes lletres i dels títols de les cançons: "Vaig tenir una dona, dos fills, dos gossos, i l'endemà no tenia res. Així que moltes d'aquestes cançons es van escriure perquè estava passant per aquests canvis emocionals". Collins va produir l'àlbum en col·laboració amb Hugh Padgham, amb qui havia treballat en l'àlbum homònim de 1980 de Peter Gabriel. Face Value va aconseguir el número u a l'UK Albums Chart. També va ser un èxit internacional, aconseguint el número u en altres sis països i el número set als EUA on va arribar a vendre 5 milions de còpies. "In the Air Tonight", el senzill principal de l'àlbum, es va convertir en un èxit i va arribar al número dos a les llistes del Regne Unit. La cançó és coneguda per l'efecte gated reverb utilitzat a la bateria de Collins, una tècnica desenvolupada per Padgham quan va treballar com a enginyer a la cançó de Gabriel "Intruder", on Collins tocava la bateria.
Després d'una invitació del productor discogràfic Martin Lewis, Collins va actuar en directe com a solista en un espectacle benèfic d'Amnistia Internacional The Secret Policeman's Other Ball al Theatre Royal, Drury Lane de Londres el setembre de 1981, interpretant "In the Air Tonight" i "The Roof Is Leaking". Collins també va tornar a treballar amb John Martyn aquest any, produint el seu àlbum Glorious Fool. El setembre de 1981, Genesis va llançar Abacab. Això va ser seguit per la seva gira de suport el 1981 i una gira de dos mesos el 1982 promocionant l'àlbum en directe de Genesis Three Sides Live. A principis de 1982, Collins va produir i tocar a Something's Going On, el tercer àlbum en solitari d'Anni-Frid Lyngstad d'ABBA, i va interpretar la majoria de les parts de bateria a Pictures at Eleven, el primer àlbum en solitari del cantant de Led Zeppelin Robert Plant. L'octubre de 1982, Collins va participar en l'únic concert de reunió de Genesis Six of the Best celebrat al Milton Keynes Bowl a Buckinghamshire, que va marcar el retorn de Gabriel a la veu principal i de Hackett a la guitarra.
El segon àlbum en solitari de Collins, Hello, I Must Be Going!, va ser llançat el novembre de 1982. Els seus problemes matrimonials van continuar inspirant-se per a les seves cançons, incloses "I Don't Care Anymore" i "Do You Know, Do You Care". L'àlbum va aconseguir el número 2 al Regne Unit i el número 8 als EUA, on va vendre 3 milions de còpies. El seu segon senzill, una versió de "You Can't Hurry Love" de the Supremes, es va convertir en el primer senzill número u de Collins al Regne Unit i va ser número 10 als EUA. Collins va donar suport a l'àlbum amb la gira Hello, I Must Be Going! per Europa i Amèrica del Nord des del novembre de 1982 fins al febrer de 1983. Després de la gira, Collins va tocar la bateria al segon àlbum en solitari de Plant, The Principle of Moments, i va produir i tocar en dues cançons per a l'àlbum d'Adam Ant Strip, "Puss 'n Boots" i la cançó principal. El maig de 1983, Collins, Banks i Rutherford van gravar un àlbum homònim Genesis; la seva gira va acabar amb cinc espectacles a Birmingham, Anglaterra el febrer de 1984. Aquests últims espectacles van ser filmats i llançats com Genesis Live - The Mama Tour.

### 1984-1991: Pic comercial en solitari i dins de Genesis
Collins va escriure i interpretar "Against All Odds", el tema principal de la pel·lícula romàntica Contra tot risc originalment del mateix títol, que va demostrar un so més pop i accessible comercialment que el seu treball anterior. Llançat el febrer de 1984, va ser el primer senzill de la seva carrera en solitari a aconseguir el número u a la llista Billboard Hot 100; va assolir el número dos al Regne Unit. Collins va guanyar un Premi Grammy a la millor interpretació vocal pop masculina. La cançó també li va valer una nominació a l'Oscar a la millor cançó original, i va organitzar la seva gira de 1985 per donar cabuda a la possibilitat d'interpretar-la a la cerimònia de lliurament de premis. No obstant això, una nota a Atlantic Records del productor d'espectacles Larry Gelbart explicant la manca d'invitació deia: "Gràcies per la teva nota sobre Phil Cooper [sic]. Em temo que els llocs ja s'han ocupat", i Collins va veure l'actriu i ballarina Ann Reinking interpretar-la. Los Angeles Times va dir: "Reinking va fer un treball increïble destruint totalment una bonica cançó." Collins la presentaria en concerts posteriors dient: "Sento que la senyoreta Ann Reinking no hagi pogut ser aquí aquesta nit; suposo que només he de cantar la meva pròpia cançó."
El 1984, Collins va contribuir a la producció de Chinese Wall del vocalista d'Earth, Wind & Fire Philip Bailey, que incloïa un duet dels dos, "Easy Lover". La cançó va ser número u al Regne Unit durant quatre setmanes, i va assolir el número 2 als EUA. També va produir i tocar la bateria en diversos temes de Behind the Sun d'Eric Clapton. Al novembre, Collins va formar part del supergrup benèfic Band Aid per ajudar a alleujar la fam d'Etiòpia i va tocar la bateria al seu senzill, "Do They Know It's Christmas?".
El tercer àlbum de Collins, No Jacket Required, va ser gravat el 1984 i va marcar un punt d'inflexió en la seva producció. Es va apartar de les lletres sobre la seva vida personal i va escriure cançons més alegres i orientades a la dansa amb ganxos i melodies forts, com ara "Sussudio", "One More Night ", i "Take Me Home". L'àlbum també comptava amb cors convidats de Sting, Peter Gabriel i Helen Terry. No Jacket Required es va llançar el febrer de 1985 i es va convertir en un gran èxit mundial, aconseguint el número u en diversos països. "Sussudio" i "One More Night" van encapçalar la llista de senzills dels EUA, i "Don't Lose My Number" i "Take Me Home" van ser el top ten dels Estats Units. L'àlbum continua sent el més reeixit de la seva carrera, venent més de 12 milions de còpies als Estats Units, on va ser certificat diamant, i 1,9 milions al Regne Unit, on va ser el segon àlbum més venut de 1985.
Tot i que l'àlbum va ser criticat per ser massa comercial, David Fricke de Rolling Stone va escriure: "Després d'anys al marge de l'art rock, Collins s'ha establert fermament a middle of the road. Potser hauria de plantejar-se posar-se a prova ell mateix i les expectatives dels seus nous fans la pròxima vegada." "Sussudio" va cridar l'atenció negativament perquè sonava massa semblant a la cançó "1999" de Prince, una acusació que Collins no va negar, i la seva estrofa ha estat nomenada l'element que més ha desagradat a la seva carrera. No Jacket Required va fer guanyar a Collins els seus dos primers Premis Brit dels sis que té, guanyant els de millors solista britànic masculí i àlbum britànic. Collins va obtenir tres cançons número u dels Estats Units l'any 1985, el màxim de qualsevol artista aquell any. No Jacket Required va guanyar tres Premis Grammy incluent el d'àlbum de l'any.
La gira mundial de No Jacket Required va veure Collins fer 85 espectacles entre febrer i juliol de 1985. El 13 de juliol, Collins va participar en els concerts de Live Aid, una continuació de l'esforç de recaptació de fons iniciat per Band Aid. Collins va ser l'únic intèrpret que va aparèixer al concert de Londres a l'estadi de Wembley i al concert dels Estats Units al JFK Stadium a Filadèlfia el mateix dia. Després d'interpretar el que Ultimate Classic Rock va anomenar "una selecció de cançons especialment agradable per al públic" a Londres, amb "Against All Odds", "En the Air Tonight", i tocant al costat de Sting, Collins va volar a Filadèlfia en un Concorde per interpretar el seu material en solitari, tocar la bateria per a Clapton i la bateria amb Plant i Jimmy Page per a una reunió de Led Zeppelin. Aquesta darrera actuació va ser mal rebuda i més tard repudiada per la formació. Page més tard va dir que Collins no s'havia après les seves parts per al conjunt. Collins va respondre que la formació "no va estar gaire bé", que Page l'havia fet sentir incòmode, i només va continuar amb el plató en lloc de sortir de l'escenari per evitar l'atenció negativa. El novembre de 1985 es va publicar la cançó "Separate Lives", un duet de Collins amb Marilyn Martin per a la pel·lícula dramàtica musical Nits de sol, i es va convertir en un èxit número u dels Estats Units.

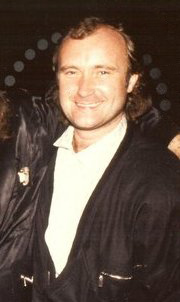
Collins a la dècada del 1980.

A finals de 1985, la premsa musical va assenyalar que l'èxit astronòmic de Collins com a artista en solitari l'havia fet més popular que Genesis. Abans del llançament de No Jacket Required, Collins va insistir que no deixararia la formació i que se sentia "més feliç amb el que estem fent ara, perquè sento que està més a prop meu". L'octubre de 1985, es va reunir amb Banks i Rutherford per gravar el tretzè àlbum de Genesis, Invisible Touch. Llançat el 1986, es va convertir en l'àlbum més venut del grup amb 6 milions de còpies venudes als EUA i 1,2 milions al Regne Unit. La seva cançó principal va ser llançada com a senzill i va arribar al número 1 als EUA, l'única cançó de Genesis que ho va fer. El grup va rebre un premi Grammy (el seu únic) i una nominació al vídeo musical de l'any de la MTV el 1987 per "Land of Confusion", que inclou caricatures de titelles del programa satíric britànic Spitting Image. Diversos crítics musicals van fer comparacions entre l'àlbum i el treball en solitari de Collins, però J. D. Considine va elogiar l'atractiu comercial de l'àlbum, afirmant que "cada melodia està acuradament podada perquè cada floritura no ofereixi una epifania instrumental sinó un ganxo sòlid". El març de 1986 es va publicar "No One Is to Blame", un senzill d'èxit de Howard Jones que incloïa Collins a la bateria, cors i coproducció juntament amb Padgham. Collins va proporcionar cors, va produir i va tocar la bateria a la major part de l'àlbum d'Eric Clapton August de 1986. També va fer una gira per part d'Europa amb Clapton en suport de l'àlbum com a bateria, del qual es van publicar dos vídeos de concert: Live at Montreux 1986 i Eric Clapton and Friends Live 1986. En cadascun d'aquests vídeos, Collins apareix com a bateria i també interpreta "In the Air Tonight" amb Clapton, el baixista Nathan East i el teclista Greg Phillinganes que l'acompanyen.
Després de girar amb Genesis el 1987, Collins era conscient que la seva música havia guanyat massa exposició i es va prendre un any de descans per escriure i gravar. Va assumir el seu primer paper d'actuació des de finals de la dècada de 1960, interpretant a Buster Edwards al costat de Julie Walters (que va interpretar a la seva dona, June) a la pel·lícula de comèdia romàntica dramàtica i criminal Buster, el robatori del segle que es va centrar al voltant de l'assalt al tren postal Glasgow-Londres de 1963 a Ledburn, Buckinghamshire. Les crítiques de la pel·lícula van ser mixtes i es va produir una controvèrsia sobre el tema; el Príncep Carles i la Princesa Diana van rebutjar una invitació a l'estrena després que la pel·lícula fos acusada de glorificar el crim.
Collins va contribuir amb quatre cançons a la banda sonora de la pel·lícula; la seva interpretació de balada d'"A Groovy Kind of Love", originalment de the Mindbenders, es va convertir en el seu únic senzill que va arribar al número 1 tant al Regne Unit com als Estats Units. La pel·lícula també va generar el senzill número 1 dels Estats Units "Two Hearts", que va escriure conjuntament amb Lamont Dozier i va guanyar a la parella un Globus d'Or a la millor cançó original i una nominació a l'Oscar a la mateixa categoria. El crític de cinema Roger Ebert va dir que Collins "va interpretar [el paper de Buster] amb una eficàcia sorprenent". El 1988, Collins va ser objecte d'un episodi de la sèrie de televisió britànica This Is Your Life. El 1989, Collins va ser un dels músics que van donar la seva pròpia roba al Madame Tussaud's Rock Circus, una exposició celebrada al London Pavilion que celebra la història del rock i la música pop amb les seves grans figures recreades en cera.
L'agost de 1989, Collins va aparèixer com a convidat especial per a The Who a la seva gira de 1989 per a dos espectacles, interpretant "Fiddle About" com a Uncle Ernie i "Tommy's Holiday Camp" de la seva òpera rock Tommy (1969).
D'abril a octubre de 1989, Collins va gravar el seu quart àlbum …But Seriously a Anglaterra i Los Angeles, on va abordar temes socials i polítics a les seves lletres. L'àlbum va ser llançat el novembre de 1989 amb un èxit comercial mundial, passant quinze setmanes al número 1 de les llistes del Regne Unit i tres a les dels Estats Units. Es va convertir en l'àlbum més venut del Regne Unit 1990 i es troba entre els àlbums més venuts de la història de l'estat. És el segon àlbum més venut a Alemanya. El seu senzill principal "Another Day in Paradise" és una cançó contra les persones sense llar i compta amb David Crosby cantant cors de suport. Després del seu llançament l'octubre de 1989, va ser el número 1 als Estats Units per convertir-se en el senzill número u final dels anys vuitanta. Malgrat el seu èxit, la cançó també va ser molt criticada i es va vincular a les acusacions d'hipocresia fetes contra Collins. En resposta a les crítiques a la cançó, Collins va declarar: "Quan condueixo pel carrer, veig les mateixes coses que veuen tots els altres. És una idea errònia que si tens molts diners estàs d'alguna manera fora de contacte amb la realitat". El 1991 "Another Day in Paradise" va guanyar el Grammy a la gravació de l'any. Altres cançons de …But Seriously també van arribar al top-5 als EUA: "Something Happened on the Way to Heaven", "Do You Remember?", i "I Wish It Would Rain Down" amb Eric Clapton a la guitarra.
…But Seriously va comptar amb el suport de Seriously, Live! World Tour que va tenir lloc entre febrer i octubre de 1990 i va cobrir 121 dates. La gira va donar lloc a l'àlbum en directe Serious Hits… Live!, que va vendre 1,2 milions de còpies al Regne Unit i més de 4 milions als EUA. El febrer de 1990, Collins va interpretar "Another Day in Paradise" als Premis Brit de 1990 on va guanyar el premi al millor senzill britànic de l'any, i al setembre va interpretar "Sussudio" als MTV Video Music Awards a Los Angeles. També va tocar la bateria al senzill de Tears for Fears "Woman in Chains" de 1989.
El 1991, Collins es va reunir de nou amb Banks i Rutherford per escriure i gravar un nou àlbum de Genesis, We Can't Dance. Es va convertir en el cinquè àlbum número 1 consecutiu de la formació al Regne Unit i va arribar al número 4 als EUA, on va vendre més de 4 milions de còpies. Compta amb els senzills "Jesus He Knows Me", "I Can't Dance", "No Son of Mine" i "Hold on My Heart". Collins va actuar a la seva gira de 1992. Als American Music Awards de 1993, Genesis va guanyar el premi a la formació, duo o grup favorit de pop/rock. Collins va coescriure, cantar i tocar el senzill de 1993 "Hero" de David Crosby.

### 1992-2006: Nous projectes en solitari
Collins va treballar en el seu cinquè àlbum d'estudi, Both Sides, el 1992 i el 1993. Va marcar un canvi de les seves cançons més polides i de ritme en àlbums recents cap a material de naturalesa més experimental, amb Collins tocant tots els instruments i produint ell mateix el disc, perquè les cançons escrites "s'estaven tornant tan personals, tan privades, que no volia l'aportació de ningú més". La decadència del seu segon matrimoni va ser un punt central de l'àlbum. Publicat el novembre de 1993, Both Sides va assolir el número 1 a vuit països, inclòs el Regne Unit, i el número 13 als EUA. Va marcar una caiguda de vendes en aquest últim en comparació amb els seus discs anteriors, només aconseguint una única certificació de platí a finals d'any. Els seus dos senzills més importants van ser "Both Sides of the Story" i "Everyday". La gira Both Sides of the World va veure Collins realitzar 165 espectacles en quatre etapes entre l'abril de 1994 i el maig de 1995. Collins va rebutjar l'oportunitat de contribuir a Tower of Song, un àlbum de versions de cançons de Leonard Cohen, a causa dels seus compromisos de gira. El 29 de març de 1996 es va anunciar públicament la decisió de Collins de deixar Genesis per concentrar-se en la seva carrera en solitari.

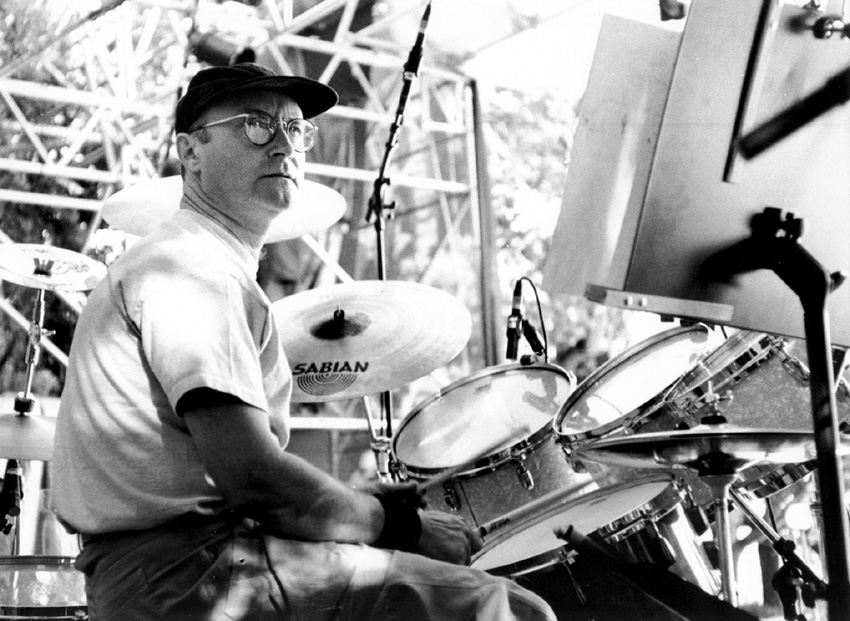
Collins actuant amb la seva big band el 1996.

En els mesos que van envoltar la seva sortida de Genesis, Collins va formar la Phil Collins Big Band, seient a la bateria. Feia temps que volia emprendre el projecte i es va sentir inspirat pel projecte Burning for Buddy del bateria Neil Peart. Després d'haver-se traslladat a Suïssa, una invitació per actuar al Montreux Jazz Festival va portar la formació a unir-se, que comptava amb Quincy Jones com a director i Tony Bennett a la veu. El grup va fer una gira de festivals de jazz d'estiu el juliol de 1996 amb un conjunt d'interpretacions de jazz del material en solitari de Genesis i Collins. La seva primera cita va ser al Royal Albert Hall per a un concert de The Prince's Trust amb la reina Isabel II i Nelson Mandela com assistents. Per aprendre les seves parts, Collins va idear la seva pròpia notació als fulls. Aleshores, la formació va fer una pausa fins a una gira pels Estats Units i Europa l'estiu de 1998, que va donar lloc a l'àlbum en directe A Hot Night in Paris.
L'octubre de 1996, Collins va llançar el seu sisè àlbum en solitari, Dance into the Light. Va arribar al número 4 al Regne Unit i al número 23 als EUA. L'àlbum va ser rebut negativament per la premsa musical i es va vendre menys que els seus àlbums anteriors. Entertainment Weekly va revisar dient que «fins i tot Phil Collins ha de saber que tots ens hem cansat de Phil Collins». Els senzills de l'àlbum inclouen "Dance into the Light", que va assolir el número 9 al Regne Unit, i "It's in Your Eyes, inspirat en els Beatles. L'àlbum va arribar a la certificació d'or als Estats Units. Collins va fer una gira per l'àlbum al llarg de 1997 amb la seva gira Trip into the Light World Tour, que cobria 82 dates. Va interpretar "In the Air Tonight" i "Take Me Home" al concert benèfic de Music for Montserrat a Londres al costat de Paul McCartney, Elton John, Eric Clapton, Mark Knopfler i Sting.
L'octubre de 1998, Collins va llançar el seu primer àlbum recopilatori …Hits que conté una nova cançó, una versió de "True Colors" de Cyndi Lauper que va ser produïda per Kenneth "Babyface" Edmonds. L'àlbum va ser un èxit comercial a tot el món, arribant al número 1 a les llistes del Regne Unit i venent 3,4 milions de còpies als EUA el 2012.
A mitjan dècada de 1990, Collins va ser reclutat per escriure i interpretar cançons per a la seva pel·lícula d'aventures Tarzan (1999), integrada amb una partitura de Mark Mancina. Collins també va cantar les seves cançons en francès, italià, alemany i espanyol per a les versions doblades de la banda sonora de la pel·lícula Tarzan. La seva cançó "You'll Be in My Heart" va ser llançada el juny de 1999 i va passar 19 setmanes al número 1 de la llista Billboard Adult Contemporary, el temps més llarg que havia estat cap cançó fins a aquell moment. L'any 2000, la cançó va suposar per a Collins guanyar un Oscar i un Globus d'Or, tots dos a la millor cançó original. Va interpretar la cançó "Two Worlds" a la cerimònia d'aquell any i a l'espectacle de mig temps de la Super Bowl de temàtica Disney.

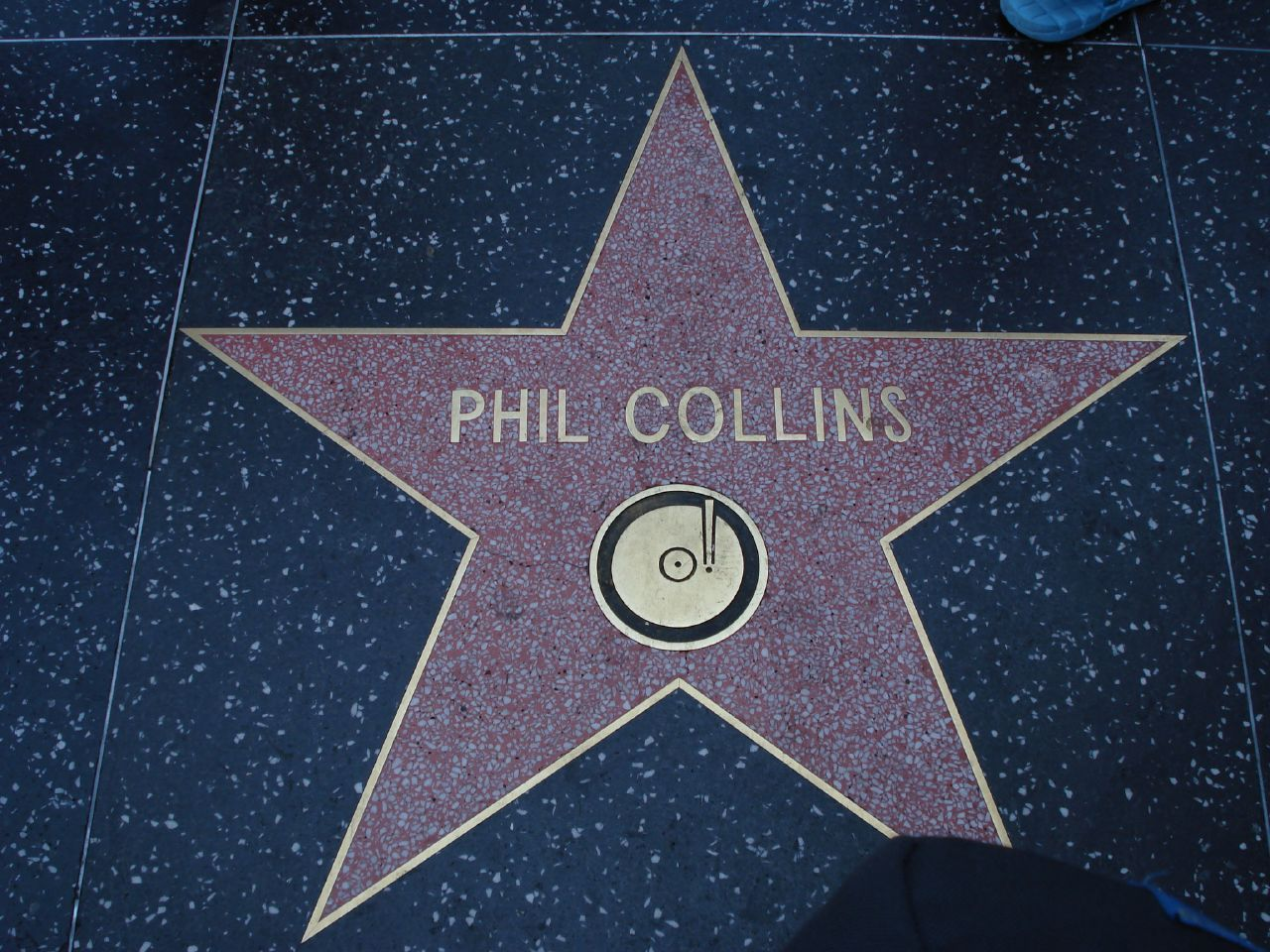
Estrella de Phil Collins al Passeig de la Fama de Hollywood.

El juny de 1999, Collins va rebre una estrella al Passeig de la Fama de Hollywood. L'any 2000, va quedar parcialment sord d'una orella a causa d'una infecció viral. El juny de 2002, Collins va acceptar una invitació per tocar la bateria per a la formació de la casa al concert de la Party at the Palace celebrat als terrenys del palau de Buckingham, un esdeveniment que va celebrar El Jubileu d'Or d'Elisabet II del Regne Unit. El 2002, va rebre el premi Disney Legend.
L'11 de novembre de 2002, Collins va llançar el seu setè àlbum en solitari, Testify. El recull de ressenyes d'àlbums de Metacritic va trobar que aquest disc era l'àlbum amb pitjors ressenyes en el moment del seu llançament, tot i que des de llavors ha estat superat per tres llançaments més recents. El senzill de l'àlbum "Can't Stop Loving You" (una versió de la cançó de Leo Sayer) va ser un èxit número u de l'adult contemporani. Testify va vendre 140.000 còpies als EUA a finals d'any.
Disney va contractar a Collins per compondre i actuar a la banda sonora del seu llargmetratge d'animació de 2003 Germà ós, que incloïa la cançó "Look Through My Eyes". El mateix any va ser inclòs en el Saló de la Fama dels Compositors. El 2004, Collins va llançar dos àlbums recopilatoris, The Platinum Collection i Love Songs: A Compilation… Old and New. Del juny del 2004 al novembre del 2005, Collins va realitzar la seva primera gira de comiat final, una referència a les múltiples gires de comiat d'altres artistes populars. El 2006, va treballar amb Disney en una producció musical de Tarzan.

### 2006-2015: primera reunió de Genesis,Going Backi retir

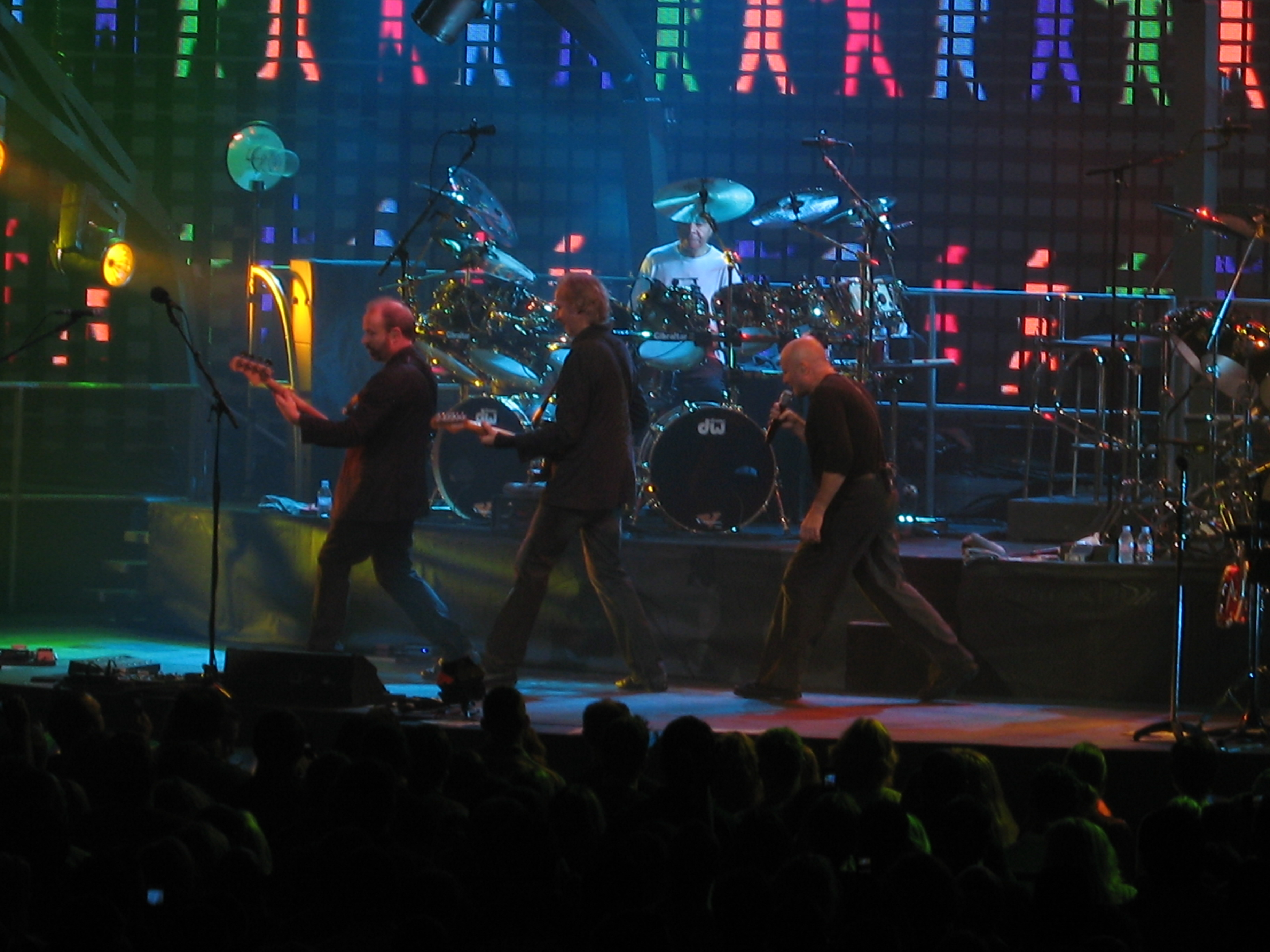
Collins (dreta) actuant amb Genesis el 2007.

Collins es va reunir amb Banks i Rutherford i va anunciar Turn It On Again: The Tour el 7 de novembre de 2006, gairebé 40 anys després de la creació del grup. La gira va tenir lloc durant l'estiu de 2007 i va tocar a dotze països d'Europa, sent seguida per una segona etapa a Amèrica del Nord. Durant la gira, Genesis va actuar al concert de Live Earth al Wembley Stadium de Londres. El 2007 van ser homenatjats a la segona VH1 Rock Honors, interpretant "Turn It On Again", "No Son of Mine" i "Los Endos" a la cerimònia a Las Vegas. El 22 de maig de 2008, Collins va rebre el seu sisè Premi Ivor Novello de la British Academy of Songwriters, Composers and Authors quan se li va lliurar el Premi Internacional a l'èxit en una cerimònia celebrada a l'Hotel Grosvenor House, Londres.
L'octubre de 2009, es va informar que Collins havia d'enregistrar un àlbum de versions de Motown. Va dir a un diari alemany: "Vull que les cançons sonin exactament com les originals", i que l'àlbum inclouria fins a 30 cançons. El gener de 2010, Chester Thompson va dir que l'àlbum s'havia completat i que sortiria aviat. També va revelar que Collins havia aconseguit tocar la bateria de l'àlbum malgrat una operació de columna. L'àlbum resultant, Going Back, va ser llançat el 13 de setembre de 2010. Va arribar al número u al UK Albums Chart. L'estiu de 2010, Collins va fer sis concerts amb la música de Going Back. Aquests inclouen un programa especial, Phil Collins: One Night Only, emès a ITV1 el 18 de setembre de 2010. Collins també va promoure Going Back amb la seva primera i única aparició a la sèrie musical de la BBC Later… with Jools Holland, emès el 17 de setembre de 2010.
El març de 2010, Collins va ser inclòs al Rock and Roll Hall of Fame com a membre de Genesis en una cerimònia a la ciutat de Nova York. El 4 de març de 2011, citant problemes de salut i altres preocupacions, Collins va anunciar que s'estava prenent un temps lliure de la seva carrera, fet que va provocar informes generalitzats de jubilació. El 7 de març, el seu representant del Regne Unit va dir a la premsa: "No es retira, no té intenció de retirar-se". No obstant això, més tard aquell dia, Collins va publicar un missatge als seus fans al seu propi lloc web, confirmant la seva intenció de retirar-se per centrar-se en la seva vida familiar. El juliol de 2012, la col·lecció de grans èxits de Collins …Hits va tornar a entrar a les llistes dels Estats Units, arribant al sisè lloc a Billboard 200.
El novembre de 2013, Collins va dir als mitjans alemanys que estava considerant tornar a la música i va especular que això podria significar més espectacles en directe amb Genesis, afirmant: "Tot és possible. Podríem girar per Austràlia i Amèrica del Sud. No hi hem estat encara." Parlant amb els periodistes a Miami, Florida, el desembre de 2013 en un esdeveniment per promocionar la seva tasca benèfica, Collins va indicar que estava escrivint música una vegada més i podria tornar a fer una gira.
El 24 de gener de 2014, Collins va anunciar en una entrevista a Inside South Florida que estava escrivint noves composicions amb la cantant anglesa Adele. Collins va dir que no tenia ni idea de qui era Adele quan va saber que ella volia col·laborar amb ell. Va dir: "En realitat no era massa conscient [d'ella]. Visc en una cova". Collins va acceptar unir-se a ella a l'estudi després d'escoltar la seva veu. No obstant això, el setembre de 2014, Collins va revelar que la col·laboració havia acabat i va dir que, de fet, no havia arribat a començar.
El maig de 2014, Collins va oferir una actuació en directe de "In the Air Tonight" i "Land of Confusion" amb joves estudiants de música a la Miami Country Day School a Miami, Florida. Els seus fills, que estudiaven a l'escola, van demanar a Collins que actués allà. L'agost de 2014, es va informar que Collins va acceptar una invitació per actuar al desembre en un concert benèfic a Miami en ajuda de la seva organització benèfica Little Dreams Foundation, però finalment es va perdre el concert per malaltia.

### 2015-present: Tornada de la retirada, Not Dead Yet Tour i segona reunió de Genesis

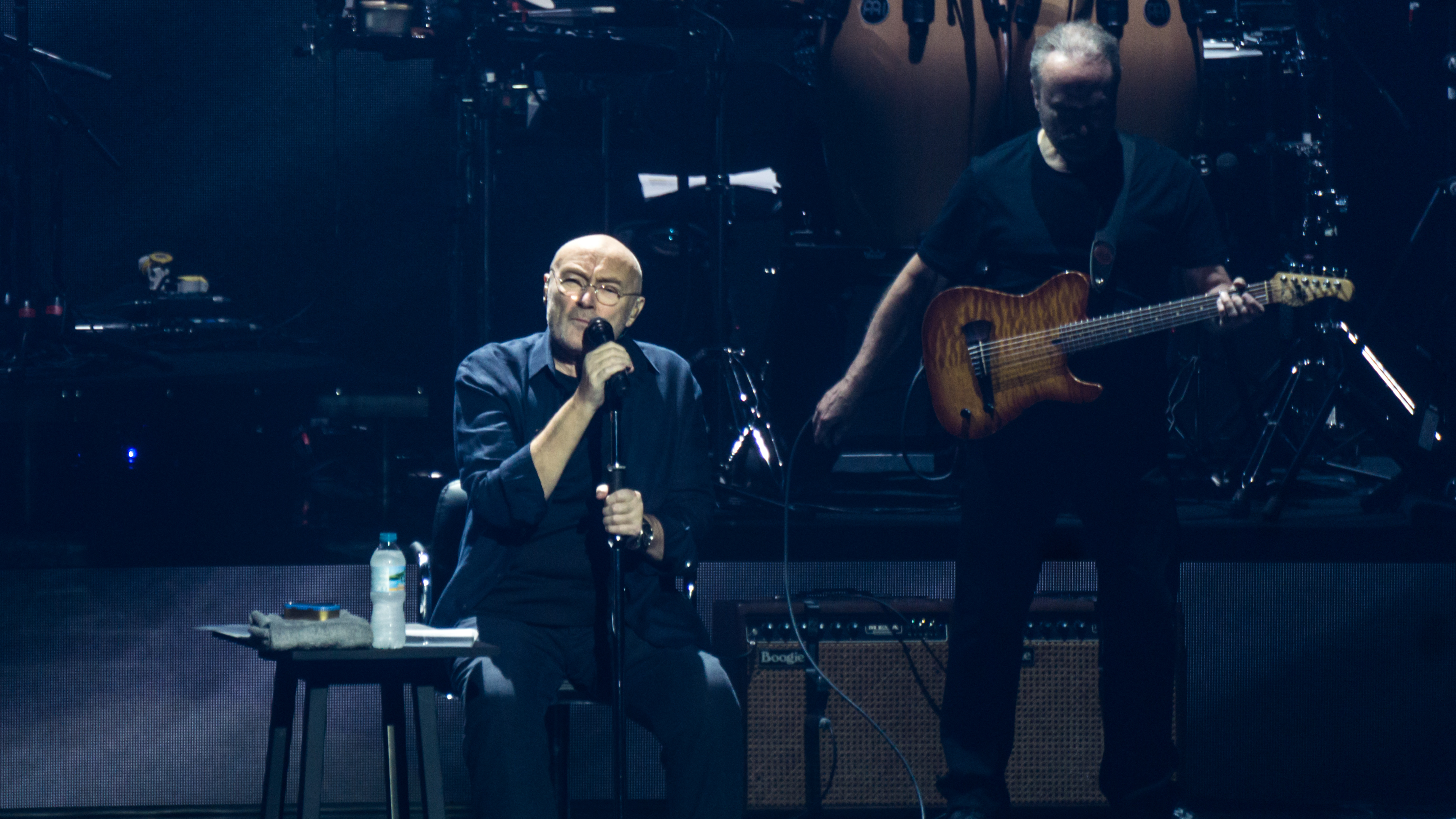
Collins a l'escenari del Royal Albert Hall, Londres el 7 de juny de 2017.

El maig de 2015, Collins va signar un acord amb Warner Music Group per remasteritzar i reeditar els seus àlbums en solitari amb material inèdit. L'octubre d'aquell any, va anunciar que ja no estava retirat i que havia començat els plans de gira i fer un nou àlbum. A mitjan 2016, els vuit dels seus àlbums es van reeditar amb art actualitzada per mostrar a Collins com ell mateix, amb l'excepció Going Back, que tenia una nova portada. El 2019, només es van llançar addicions digitals d'Other Sides i Remixed Sides.
L'octubre de 2016 es va publicar l'autobiografia de Collins Not Dead Yet. En una roda de premsa celebrada al Royal Albert Hall el mateix mes, Collins va anunciar la seva gira Not Dead Yet Tour que inicialment va prendre forma com una breu caminada europea a partir del juny de 2017. La gira va incloure cinc nits al Royal Albert Hall que es van esgotar en quinze segons, fet que va provocar l'anunci del lloc principal de Collins al festival British Summer Time Hyde Park de 2017, que es va convertir en el seu concert en solitari més gran. La seva banda va incloure el seu fill Nicolas a la bateria. Una ressenya a The Telegraph va afirmar: "A diferència del cos, la veu no està en gran manera malmesa pel temps. Encara és emocional, de vegades sedosa, de vegades magolada". L'any 2017, la gira es va ampliar a tot el món i va durar fins a l'octubre de 2019 amb un total de 97 espectacles.
El març de 2020, Collins, Banks i Rutherford van anunciar que havien reformat Genesis una vegada més per emprendre la gira The Last Domino?. Aquesta vegada a la formació es va unir el fill de Collins, Nic, a la bateria, deixant el seu pare a càrrec de la veu principal. Després que la gira es reprogramés dues vegades a causa de la pandèmia de la COVID-19, va començar el setembre de 2021 i va acabar a Londres el 26 de març de 2022. A l'últim espectacle, a l'O₂ Arena a Londres, Collins va dir a l'escenari: "És l'últim espectacle de Genesis".

## Vida personal
Collins s'ha divorciat tres vegades. De 1975 a 1980, es va casar amb Andrea Bertorelli, de nacionalitat canadenca. Es van conèixer com a estudiants d'11 anys en una classe de teatre de Londres i van tornar a connectar el 1974 quan Genesis va actuar a Vancouver. Es van casar a Anglaterra el 1975 quan tots dos tenien 24 anys. Collins va adoptar legalment la filla de Bertorelli Joely (n. 1972), que es va convertir en actriu i productora de cinema. També van tenir un fill, Simon Collins (n. 1976), que és l'antic vocalista i bateria de la formació de rock progressiu Sound of Contact. El 2016, Bertorelli va emprendre accions legals contra Collins pel relat que fa de la seva relació a la seva autobiografia.
El 1984, Collins es va casar amb la nord-americana Jill Tavelman. Tenen una filla, Lily Collins (n. 1989), que es va convertir en actriu. El matrimoni va trobar problemes, que van culminar quan Collins va tenir una aventura dues vegades amb Lavinia Lang, una antiga companya de classe de teatre, mentre feia una gira amb Genesis el 1992. S'havien compromès anteriorment, però la relació va acabar abans de casar-se. El 1994, Collins va declarar obertament que s'havia desenamorat de Tavelman i que havia sol·licitat el divorci, que es va produir el 1996. Com a part de l'acord, Collins va pagar 17 milions de lliures a Tavelman.
El 1999, Collins es va casar amb la suïssa Orianne Cevey, que treballava com a traductora a l'inici de la seva gira de 1994 quan ella tenia 22 anys. Tenen dos fills, Nicholas i Matthew. Vivien a l'antiga casa de Jackie Stewart a Begnins, Suïssa. El 2006 es van divorciar. Collins va pagar 25 milions de lliures a Cevey, que es va convertir en l'acord més gran en un divorci de celebritats britàniques. Collins va continuar vivint a Féchy, Suïssa, mentre que també va mantenir cases a la ciutat de Nova York i Dersingham, Norfolk.
Del 2007 al 2016, Collins va mantenir una relació amb la presentadora de notícies estatunidenca Dana Tyler. El 2008, Cevey i els seus dos fills es van traslladar a Miami (Florida). Collins va recordar: «Vaig matar les hores mirant la televisió i bevent, i això gairebé em va matar». El 2015 va dir que havia estat abtemi durant tres anys. El gener de 2016, després de traslladar-se a Miami Beach (Florida) l'any anterior per estar més a prop dels seus dos fills menors, Collins es va reunir amb Cevey i van viure junts a Miami. L'octubre de 2020, Collins va presentar un avís de desnonament contra Cevey després que es va casar en secret amb un altre home a l'agost. Collins va vendre la seva casa a Miami el 2021 per 39 milions de dòlars.
El seu germà Clive era un dibuixant còmic. Phil va aparèixer a la cerimònia d'investidura del seu germà al Palau de Buckingham el 2012 quan se li va concedir un MBE pels serveis a l'art, i va declarar: «Vaig compartir un dormitori amb ell quan érem nens i sempre dibuixava. Feia targetes de Nadal i d'aniversari per a la família».

## Discografia

### Amb Brand X
Discs d'estudi amb totes les cançons inèdites:
- Unorthodox Behaviour (1976)
- Moroccan Roll (1977)
- Masques (1978)
- Product (1979)
- Do They Hurt? (1980)
- Is There Anything About? (1982)

Discs en concert:
- Livestock (1977) - gravat en gran part a Ronnie Scott's Jazz Club agost/setembre 76[174]
- Live at the Roxy L.A. (1997) - gravat el 23 de setembre de 1979 (pres d'un casset d'un membre de la formació de la taula de mescles del local)

### Amb Genesis
Discs d'estudi amb totes les cançons noves:
- Nursery Cryme, 1971
- Foxtrot, 1972
- Selling England By The Pound, 1973
- The Lamb Lies Down On Broadway, 1974
- A Trick Of The Tail, 1976
- Wind And Wuthering, 1976
- …And Then There Were Three…, 1978
- Duke, 1980
- Abacab, 1981
- Genesis, 1983
- Invisible Touch, 1986
- We Can't Dance, 1991

Discs en concert:
- Live, 1973
- Seconds Out, 1977
- Three Sides Live, 1982
- Live: The Way We Walk - The Shorts, 1992
- Live: The Way We Walk - The Longs, 1993

### En solitari o amb The Phil Collins Big Band
Discs d'estudi amb totes les cançons inèdites:
- Face Value, 1981
- Hello, I Must Be Going!, 1982
- No Jacket Required, 1985
- …But Seriously, 1989
- Both Sides, 1993
- Dance Into The Light, 1996
- Testify, 2002
- Going Back, 2010

Discs en concert:
- Serious Hits… Live!, 1990
- A Hot Night In Paris, 1999, disc jazz amb la seva banda, The Phil Collins Big Band

Discs recopilatoris:
- 12"ers, 1987, disc recopilatori dels remixes dels singles de l'àlbum No Jacket Required
- …Hits, 1998

### Participació en bandes sonores
- Buster, 1988
- Tarzan, 1999
- Brother Bear, 2003

## Filmografia
Cinema
- 1964: A Hard Day's Night (no surt als crèdits)
- 1967: Calamity the Cow
- 1970: I Start Counting
- 1988: Buster (com a Buster Edwards)
- 1991: Hook (com el Detectiu Good)
- 1993: Enganys (Frauds) (com a Roland Coping)
- 1995: Balto (veu de Muk and Luk)
- 2003: The Jungle Book 2 (veu de Lucky)

Televisió
- 1965: R3 (sèrie de la BBC, episodi: "Unwelcome Visitor")
- 1985: Miami Vice (episodi: "Phil the Shill")
- 1986: The Two Ronnies (2 episodis)
- 1988: Mickey's 60th Birthday (ell mateix; especial de TV)
- 1993: And the Band Played On (com a Eddie Papasano; Telefilm)

## Premis

### Premis Grammy
Al llarg de la seva trajectòria professional Phil Collins ha rebut 8 Premis Grammy:
- 1984 - Millor interpretació masculina pop per Against All Odds (Take A Look At Me Now).
- 1985 - Millor Àlbum de l'any per No Jacket Required.
- 1985 - Millor interpretació masculina pop per No Jacket Required.
- 1985 - Millor productor de l'any (no clàssic) per No Jacket Required.
- 1987 - Millor concepte de vídeo musical per Land of Confusion (com a Genesis).
- 1988 - Millor cançó escrita per a TV o cinema per Two hearts (juntament amb Lamont Dozier).
- 1990 - Millor Cançó de l'any per Another Day In Paradise
- 1999 - Millor Banda Sonora per Tarzan (amb Marc Mancina).

### Oscars
| Any  | Categoria             | Pel·lícula                                                            | Resultat  |
| ---- | --------------------- | --------------------------------------------------------------------- | --------- |
| 1985 | Millor cançó original | Contra tot risc per la cançó Against All Odds (Take a Look at Me Now) | Nominat   |
| 1989 | Millor cançó original | Buster per la cançó Two Hearts (amb Lamont Dozier)                    | Nominat   |
| 2000 | Millor cançó original | Tarzan per la cançó You'll be in my heart                             | Guanyador |